# Studia dipterologica
Studia dipterologica – recenzowane czasopismo naukowe, publikujące w dziedzinie dipterologii.
Czasopismo to założone zostało w 1994 roku przez Franka Menzela i Andreasa Starka. Do 2009 roku wydawane było przez Ampyx-Verlag, natomiast od stycznia 2010 wydawcą jest Senckenberg Deutsches Entomologisches Institut. Uchodzi za najbardziej znaczące pismo poświęcone wyłącznie muchówkom. Ukazują się w nim prace badawcze poświęcone ich taksonomii, systematyce filogenetycznej, faunistyce, ekologii, zoogeografii i etologii, a także inne publikacje związane z dipterologią jak np. katalogi, checklisty, raporty z ekspedycji, biografie i wspomnienia pośmiertne dipterologów, recenzje książek, ogłoszenia o sympozjach i kongresach oraz sprawozdania z nich.
Artykuły ukazują się w języku angielskim i niemieckim. Czasopismo wychodzi raz do roku. Na jeden około 300-stronnicowy tom składają się dwa numery